# Nerses I. der Große

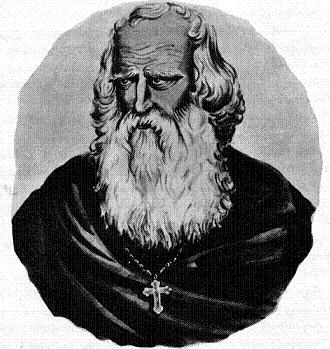
Historische Darstellung des Nerses

Nerses I. der Große (auch St. Nerses I. Parthev) (armenisch Սուրբ Ներսես Ա. Մեծ) (* 335; † 25. Juli 373), ein Prinz aus dem Haus der Gregoriden, war von 353 bis 373 – mit einer Unterbrechung von 359 bis 363 – Katholikos des Heiligen Stuhles von St. Etschmiadsin und aller Armenier, d. h. Patriarch der Armenischen Apostolischen Kirche und ein armenischer Staatsmann der Antike, der als Heiliger verehrt wird. Zugleich war er Fürst der gregoridischen Domänen. Diese umfassten u. a. die Bezirke bzw. Provinzen Acilisene (Hachdeanq/Hashteank), Taron-Ashtishat (West-Taron) und Bagravandene (Bagrevand).

## Herkunft
Nerses I. entstammte der armenischen Adelsfamilie der Gregoriden – den Nachkommen von Gregor dem Erleuchter, dem ersten Katholikos (Patriarchen) der Armenischen Apostolischen Kirche.
Die Gregoriden stammten aus dem parthischen Haus der Suren-Pahlav, das seinerseits eine entfernte Nebenlinie der parthischen Dynastie der Arsakiden war, die von 247 v. Chr. bis 224 nach Chr. als „Könige der Könige“ das Perserreich und von 54 n. Chr. bis 428 n. Chr. als Könige das historische Großarmenien regierten.
Der Vater von Nerses war Atanakines (* um 315; † 348/353 n. Chr.), ein Prinz aus der Familie der Gregoriden, der sich geweigert hatte, die in der Familie faktisch erbliche Würde eines Katholikos unter der Regierung von König Tigranes VII. von Großarmenien anzunehmen. Dies, da er nicht ganz zu Unrecht fürchtete, dasselbe Schicksal wie sein Vater, der Katholikos Husik I. († 348), zu erleiden, nämlich wegen Kritik am König von dessen Männern erschlagen zu werden. Er beteuerte daher seine mangelnde Würde für das hohe Amt und begnügte sich mit seinen weltlichen Funktionen als General und Fürst der gregoridischen Domänen. Trotz dieser Vorsicht blieb ihm jedoch das Schicksal seines Vaters nicht erspart: Auch er wurde ermordet.
Seine Mutter war Bambischen (* um 315), Prinzessin aus dem Haus der Arsakiden, eine Schwester des Königs Tigranes VII. (338–350) und Tochter von König Chosroes II. „dem Kleinen“ (330–338).
Nerses vereinigte damit in sich das Erbe sowohl der geistlichen Dynastie der Gregoriden als auch der weltlichen Dynastie der regierenden Arsakiden.

## Biografie

### Jugend
Nerses folgte der Tradition der Familie und bereitete sich auf eine kirchliche Laufbahn vor, indem er – wie schon viele Mitglieder seiner Familie zuvor – in Caesarea in Kappadokien, (heute Kayseri in Zentralanatolien in der Türkei) eine religiöse Ausbildung absolvierte. Zugleich hatte er als Vertreter einer der großen Adelsfamilien auch Funktionen am königlichen Hof und war dort Kämmerer, Rat und Schwertträger von Arsakes II. (Archak II.), dem König von Großarmenien (350–367). Der Familientradition entsprechend war er auch in früher Jugend verheiratet. Nerses verzichtete jedoch auf das Familienleben, als sich nach dem Ableben des Katholikos Pharen I. von Achtichat (Artaxata, nahe der heutigen Provinzhauptstadt Artaschat), eines Verwandten seines Hauses, die Möglichkeit ergab, das „Interregnum“ von Katholikoi, die nicht dem Haus der Gregoriden angehörten, zu unterbrechen und das Amt des Katholikos wieder an die Familie zu binden.

### Katholikos (Patriarch)

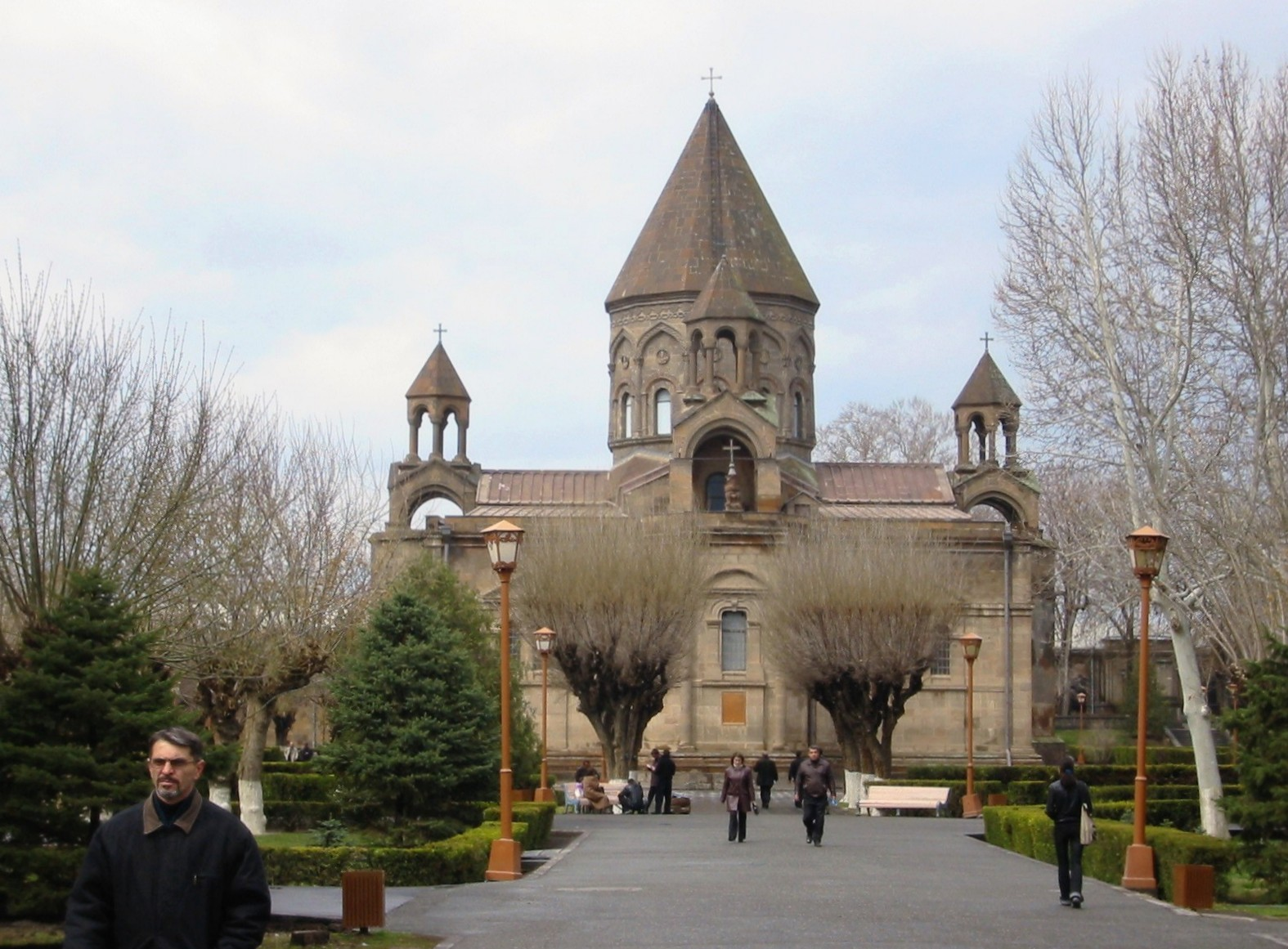
Kathedrale von Etschmiadsin in Vagharshapat, Armenien

Nerses wurde 353 zum „Katholikos des Heiligen Stuhles von St. Etschmiadsin und Aller Armenier“ und damit zum Patriarchen der Armenischen Apostolischen Kirche gewählt. Dieses höchste Amt der Armenischen Apostolischen Kirche hatten vor ihm bereits sein Ur-Urgroßvater, Gregor der Erleuchter, und nach ihm dessen Söhne Aristakes I. und Vartanes I. und darauf dessen Enkel Husik I. (342–347/48) ausgeübt. Nerses nahm die Wahl – trotz seiner Jugend – er war zum Zeitpunkt seiner Weihe erst 18 Jahre alt – an und wurde nach Faustus von Byzanz in Caesarea zum Patriarchen geweiht.
Seine Residenz als Katholikos befand sich in der alten Hauptstadt Armeniens, in Etschmiadsin (armenisch Էջմիածին, in englischer Transkription Echmiadzin, in wissenschaftlicher Transliteration Ēǰmiajin), offiziell bis 1945 und wieder seit 1992 Wagharschapat (armenisch Վաղարշապատ, in wissenschaftlicher Transliteration Vałaršapat, auch Wagarschapat), einer Stadt in der armenischen Provinz Armawir, etwa 20 km westlich von Jerewan, die vom 2. bis 4. Jahrhundert Hauptstadt Armeniens war und bis heute der Sitz des Katholikos Aller Armenier, des geistlichen Oberhauptes der Armenischen Apostolischen Kirche ist.

### Reformpolitik
Nerses unterschied sich jedoch von seinen Vorgängern, da er sich um die Durchführung umfangreicher Reformen bemühte und die Kirche, die bisher mit dem Königtum und dem Adel identifiziert wurde, dem Volk nahebrachte.
Kurz nach seinem Amtsantritt organisierte er die erste Synode der Armenischen Apostolischen Kirche in Achtichat (Artaxata) südlich der heutigen armenischen Hauptstadt Jerewan. Artaxata war nach dem römischen Historiker Plutarch auf Empfehlung von Hannibal von Karthago von König Artaxias I. an dieser Stelle gegründet worden und diente von 185 v. Chr. bis 120 n. Chr. als Hauptstadt Großarmeniens. Bei dieser Synode ging es darum, die verloren gegangene Disziplin wiederherzustellen und wichtige Reformen durchzusetzen. Es gelang Nerses durch Beschlussfassung über eine Reihe von Gesetzen eine umfassende Erneuerung der armenischen Kirche, indem unter anderem folgende Punkte neu geregelt wurden:
- Das immer noch weit verbreitete Heidentum wurde ebenso verboten wie die Ausübung der persischen Religion des Zoroastrismus.
- Die geltenden Regelungen für die Eheschließung wurden durch das Verbot der Polygamie, der Scheidung, heidnischer Rituale und der Ehe zwischen Cousins ersten Grades verschärft.
- Traditionelle Bräuche, wie die Blutrache oder die Selbstverstümmelung bei Begräbnissen als Zeichen extremer Trauer, wurden verboten.
- Die sozialen Probleme wurden durch Bestrafung von Trunkenheit, die Errichtung von Waisenhäusern und Spitälern – insbesondere von Leprastationen – gemildert.
- Das Analphabetentum wurde durch die Gründung zahlreicher Schulen bekämpft, in denen die Syrische Sprache und die Griechische Sprache gelehrt wurde, da dies die Sprachen waren, in denen die Bibel zu dieser Zeit gelesen wurde.
- Die religiöse Betreuung der Bevölkerung wurde durch die Errichtung zahlreicher Klöster verbessert, die mit ausreichendem Landbesitz ausgestattet und zugleich zur strengen Einhaltung der Ordensregeln verpflichtet wurden.
- Er förderte auch die Anachoreten, so unter anderem die Arbeit des Syrers Chagitha, des Kint von Taron und des Griechen Epiphanes, die auf dem Land, wo vielfach noch heidnische Bräuche praktiziert wurden, das Evangelium predigten.
- Zugleich wurden neue Regeln für den Gottesdienst und für die Durchführung des Fastens festgelegt.

### Diplomatische Mission
Armenien befand sich dank seiner geografischen Lage regelmäßig in einer schwierigen außenpolitischen Situation, da es als Prellbock zwischen den beiden Supermächten der damaligen Zeit – dem Römischen Reich und dem Perserreich der Sassaniden lag, die sich über ein halbes Jahrtausend lang immer wieder bekämpften und dabei wechselseitig bestrebt waren, das strategisch gelegene Armenien unter ihre Kontrolle zu bringen.
Nerses wirkte in einer Zeit, in der diese Konfrontation besonders akut war, da das von König Arsaces II. (Arschak II.) (350–367) regierte Armenien sich durch die expansive Politik des Sassanidenreiches einer massiven Bedrohung gegenübersah. Schapur II. (309–379), der „König der Könige“ des Perserreiches aus dem Haus der Sassaniden war bestrebt, seinen Herrschaftsbereich auch auf Großarmenien auszudehnen, das immer noch von einem Zweig der Dynastie der parthischen Arsakiden beherrscht wurde, deren älteren Zweig die Sassaniden über hundert Jahre zuvor in Persien gestürzt hatten.
Schapur II. hatte bereits den Vater von König Archak II., König Tigranes VII. (auch Tiran oder Tiridates genannt) (339–350) entführen und blenden lassen und drohte neuerlich Armenien unter seine Kontrolle zu bringen.
Die einzige Chance, dies zu verhindern, bestand darin, sich mit dem Erbfeind des Perserreiches, dem rivalisierenden Römischen Reich zu verbünden. Für diese lebenswichtige diplomatische Aufgabe kam nur einer in Frage: der bekannt römerfreundliche und hochgebildete zweiten Mann im Staat, der Katholikos Nerses. König Arsaces II. beauftragte diesen daher im Jahr 358 mit Kaiser Constantius II. (337–361) ein strategisches Bündnis gegen die Perser auszuhandeln.
Nerses gelang dies, wobei das Bündnis mit Rom noch durch eine eheliche Verbindung zwischen König Arsaces II. und einer von Kaiser Constantinus II. empfohlenen Braut, der Römerin Olympia, der Tochter des Prätorischen Präfekten Flavius Ablabius, verstärkt werden sollte.
Olympia war zuvor mit Kaiser Constans, dem Bruder und Mitregenten von Kaiser Constantius II. verlobt gewesen, erschien daher auch für König Arsakes II. von Armenien eine passende Partie. Ihr Vater Ablabius war durch seine Tüchtigkeit von Kaiser Konstantin I. dem Großen zum „vicarius“ der Provinz Asia, dann zum „praefectus praetorio“ (Prätorianischen Präfekten) des Ostens (329–337) gemacht worden und bekleidete im Jahr 331 sogar das Konsulat.
Nerses kehrte nach erfolgreicher Mission mit dem Bündnisvertrag und mit der königlichen Braut Olympia nach Armenien zurück und vermählte diese mit König Arsakes II.

### Bruch mit dem König
Bei seiner Rückkehr im Jahr 359 war Nerses entsetzt über die inzwischen eingetretene Verrohung der Sitten in Armenien:
König Arsakes II. hatte seinen eigenen Neffen, Gunel (Gnel) 359 hinrichten lassen, um sich dessen Ehefrau, die schöne Pharantzem († 380), eine Tochter von Andok (Antiochos), dem Fürsten von Siunien anzueignen.
König Arsakes war unzufrieden mit der römischen Braut. Dabei mag auch der Umstand eine Rolle gespielt haben, dass die Braut ihm als nicht ganz standesgemäß erschien. Dies einerseits wegen der bescheidenen Herkunft seines Schwiegervaters Ablabius – er stammte aus einer armen heidnischen Familie der Insel Kreta – und andererseits wegen dessen unrühmlichen Endes. Ablabius war von Kaiser Constantius II. im Jahr 337 aus allen Ämtern entlassen und 338 wegen des Verdachts, die Kaiserkrone anzustreben, zum Tode verurteilt worden. Kurz darauf wurde er vor seinem Haus in Konstantinopel – das später der Galla Placidia gehörte – hingerichtet.
Arsakes ermunterte daher bald nach der Hochzeit seine Geliebte Phrantzem, seine ungeliebte Ehefrau Olympia zu vergiften, was sie mit dem geweihten Brot bei einer Kommunion bewerkstelligte. Aus Gründen der Chronologie ist diese traditionelle Version der Geschichte mit der gegebenen Chronologie nicht vereinbar. Nach Christian Settipani hat zuletzt Cyril Toumanoff eine rationale Erklärung geliefert, wonach Phrandzem die erste Frau von Arsakes war, der sie wegen seiner Heirat mit Olympia an einen nahen Verwandten, Gnel, abtrat und sie nach der Ermordung Olympias und Gnels wieder zur Frau nahm.
Das Ansehen des Katholikos Nerses in der Bevölkerung war durch seine Reformen und durch seinen diplomatischen Erfolg erheblich gestiegen. Dies hatte bereits in der Vergangenheit zu Spannungen mit dem König geführt, dem viele der Reformen nicht ins Konzept passten und der sich durch den zunehmenden Einfluss der Dynastie der Patriarchen in seinen souveränen Rechten beschnitten sah.
Als Nerses dem König sein Verhalten vorwarf und ihn zur Umkehr aufforderte, kam es zum offenen Streit.
Ein weiterer Streitpunkt war die Zentralisierungspolitik des Königs, der versuchte, die Politik seines Vaters, König Tigranes VII., fortzusetzen, und die Macht der großen Feudalfamilien zu brechen, die die ihnen unterstellten Provinzen nicht als Gouverneure, sondern als – weitgehend unabhängige – Fürsten verwalteten. Mehrere Magnaten wurden von seinen Leuten getötet, ihre Familien ausgerottet und ihre Güter zugunsten der Krone eingezogen.
Betroffen war insbesondere die Familie Kamsarakan, die aus einer Seitenlinie der Arsakiden – dem Haus Karen-Pahlav – stammte und die die Bezirke Schirak und Arscharounik mit der Festung Artagers – das antike Artageras Stabos in der Provinz Armawir – und die Stadt Jerwandaschat beherrschte, die am Zusammenfluss des Araxes mit dem Fluss Achurjan gegenüber von Bagaran gelegen war. Nur ein einziger Sohn konnte gerettet werden und hatte daher die Chance, später die Güter der Familie wieder zu übernehmen.
Selbst vor Wardan Mamikonjan, dem Haupt dieser Familie machte Arsakes nicht halt, da er auf Betreiben der Königin Phrantzem und von Vasak Mamikonjan (dessen Bruder) befahl, Vardan Mamikonjan zu beseitigen. Dieser wurde daraufhin in seinem Schloss Jerachani (Erakhani) am Fluss Tschorochi (Çoruh) in der Provinz Taik getötet.
Nerses, der selbst als Fürst über umfangreiche Territorien herrschte – und der Schwiegersohn des ermordeten Vardan Mamikonjan war – trat energisch gegen die Zentralisierungsmaßnahmen des Königs und für die traditionellen Rechte des Feudaladels ein und versuchte zwischen den Magnaten und dem König zu vermitteln.
Seine Bemühungen blieben jedoch vergeblich. Es kam zu mehreren Aufständen des Feudaladels gegen den König. Einige Feudalherren, wie etwa Meruzhan Ardzruni und Wahan Mamikonjan flohen vor der Verfolgung des Königs nach Persien an den Hof von Schapur II. (309/10–379) und baten dort um Unterstützung, fielen vom Christentum ab und traten zum Mazdaismus über. Später sollten sie sogar die sassanidische Armee nach Armenien führen.
Ein weiterer Konfliktpunkt war die Gründung der Stadt Arschakavan durch den König, der diese mit Kriminellen besiedelte, die dort volle Amnestie erhielten. Nerses protestierte gegen diese Vorgehensweise, die zu einem Aufstand des Adels führte, der die Stadt zerstörte und die Bewohner erschlug.

### Exil und Rückkehr
Die direkte Konfrontation zwischen dem Katholikos Nerses und König Arsakes II. führte schließlich dazu, dass Nerses die Arsakiden verfluchte und Arsakes darauf Nerses für abgesetzt erklärte und ihn außer Landes – vermutlich nach Edessa (Şanlıurfa) – verbannte.
Das Amt des Katholikos übertrug er einem gefügigeren Geistlichen, Sahak (Isaak) von Manazkert, genannt Tschonak, der von 359 bis 363 als Katholikos amtierte. Aber auch dieser blieb vom Zorn des Königs nicht verschont. Als er gelegentlich gegen das Massaker an der Familie Kamsarakan protestierte, entging er nur knapp der Steinigung.
Außenpolitisch war Schapur II. im Jahr 361 bemüht, Arsakes II. durch großzügige Geschenke auf seine Seite zu ziehen. Arsakes hielt jedoch nicht zuletzt auf Betreiben von Nerses am Bündnis mit Rom fest und entsandte 362 eine Gesandtschaft nach Konstantinopel um Kaiser Julian (Flavius Claudius Iulianus) – genannt „Julian Apostata“ – (360–363) zur Thronbesteigung zu gratulieren. Kaiser Julian honorierte das Bündnis mit Armenien und unternahm mit Unterstützung von König Arsakes im Jahr 363 eine größere Militärexpedition gegen Schapur II. und stieß dabei erfolgreich bis knapp vor die Hauptstadt der Sassaniden, Ktesiphon am Tigris in Mesopotamien vor. Er fiel jedoch kurz darauf bei einem Rückzugsgefecht.
Sein Nachfolger, Kaiser Jovian (Flavius Jovianus) (363–364), regierte nur einen Winter, war jedoch für die Zukunft Armeniens fatal. Er gab die von seinem Vorgänger erzielten territorialen Gewinne auf und schloss 363 mit Schapur II. einen Friedensvertrag, durch den er nicht nur alle eroberten Gebiete, sondern auch wichtige Territorien Armeniens dem Sassanidenreich abtrat und das restliche Armenien in den Einflussbereich der Sassaniden übertrug.
Nerses konnte um 363 aus dem Exil zurückkehren und sein Amt als Katholikos wieder aufnehmen.

### Kampf um die Unabhängigkeit Armeniens
Nerses wurde, wie der Historiker Faustus von Byzanz (armenisch: Փավստոս Բուզանդ, P’avstos Buzand) berichtet, noch einmal ausgesandt, um durch Verhandlungen mit Rom – diesmal mit Kaiser Valens (Flavius Julius Valens Augustus) (364–378), der im Osten des Römischen Reiches regierte – eine Allianz gegen das Sassanidenreich aufzubauen. Dieser diplomatischen Mission war jedoch kein Erfolg beschieden, da Kaiser Valens sich an das von Kaiser Jovian 363 mit Schah Schapur II. geschlossene Abkommen gebunden fühlte und nicht bereit war, einen neuerlichen Krieg gegen das Perserreich zu führen. Nebenbei kam es bei dem Besuch auch zu theologischen Diskussionen mit dem Kaiser, die im Streit endeten, da Nerses den Kaiser wegen seiner Unterstützung der Lehren des Arius offen verurteilte. Der Kaiser verfügte daher eine weitere Verbannung des Katholikos Nerses.
Ohne römische Unterstützung war Armenien bei der Abwehr der Sassaniden sich selbst überlassen. Erschwert wurde die Verteidigung noch durch den Abfall wichtiger Magnaten, insbesondere von Vahan Mamikonjan – dem Bruder Vardans und Vasaks – und von Merujan Ardzrouni, die beide zu Schapur II. flohen und zum Mazdaismus abgefallen waren. Nach Faustus von Byzanz wurde ersterer, nach dem armenischen Historiker Moses von Choren wurde letzterer dafür von Schapur durch die Ehe mit seiner Schwester Ormisduxt belohnt.
Nerses, der bereits in der Vergangenheit die Privilegien des Adels gegen den königlichen Absolutismus verteidigt hatte, versuchte diese Revolte, die inzwischen in Verrat und Apostasie ausgeartet war, zu beenden und berief daher die Vertreter des Adels zu sich. Er ermahnte sie, die Fehler des Königs angesichts der höheren Gefahr einer Unterwerfung des Landes unter den Erbfeind und unter die heidnische Religion des Mazdaismus zu vergessen und vereint gegen den äußeren Feind vorzugehen.
Die Magnaten, die sich von Schapur Privilegien und größere Selbstständigkeit erhofften, gingen an den Hof von Schapur nach Ktesiphon, und die anderen zogen sich auf ihre Güter zurück.(Ref Grousset S. 141)
Ohne Unterstützung durch Rom und die Magnaten war Arsakes II. gezwungen, sich mit Schapur II. zu arrangieren. Dieser lud ihn unter Androhung sonst zu erwartender neuerlicher Kriege zum Besuch an seinen Hof ein. Arsakes begab sich daher mit seinem getreuen General, Vasak Mamikonjan, an den Hof Schapurs nach Ktesiphon. Dort wurde er von Schapur verächtlich, wie ein ungehorsamer Vasall behandelt, worauf ihn Arsakes daran erinnerte, dass die Vorfahren der Sassaniden vierhundert Jahre lang bloße Vasallen und Diener seiner Vorfahren, der Arsakiden waren. Darauf ließ Schapur II. König Arsakes in Aniuch (Andmech) in Kusestan in ein Verlies werfen, während Vasak Mamikonjan hingerichtet, gehäutet und seine Haut beim Verlies des Königs ausgestellt wurde.
Schapur II. besetzte daraufhin Armenien, richtete dort eine gemischte Verwaltung ein, die sich auf die abtrünnigen armenischen lokalen Magnaten – Artsruni und Mamikonjan – und auf persische Vertreter stützte. Die erst kürzlich zum Christentum bekehrten Armenier wurden dabei gezwungen, den Zoroastrismus als Religion anzunehmen. König Arshak II. starb 367 nach längerer Gefangenschaft durch Selbstmord.
Nerses, der nunmehr als einziger Würdenträger sein Land vertrat, versuchte Konstantinopel zur Unterstützung Armeniens zu motivieren und ermöglichte die Flucht des Prinzen Pap, des Sohnes und Erben von König Arshak II. auf römisches Gebiet zu Kaiser Valens. Dieser war jedoch nicht bereit war, seinetwegen den Vertrag von 363 mit Schapur II. zu brechen. Pap kehrte daher im Jahr 369 auf eigene Faust nach Armenien zurück, ohne dass Valens ihn als König anerkannt hatte. Dies rief eine Invasion Schapurs hervor, der die wichtigste Festung Armeniens, Artogerassa, belagerte und im Winter 370 eroberte. Der dort gehortete königlichen Schatz fiel in die Hände der Eroberer und auch die Mutter Paps, Königin Phrandzen, die vergewaltigt und getötet wurde. In der Folge kam es zu ausgedehnten Christenverfolgungen, die zum Abfall zum Mazdaismus gezwungen wurden.
Auf Drängen von Nerses erfolgte im Jahr 371 ein erfolgreicher Vorstoß römischer Truppen unter den Generälen Traian und Vadomarios, die die Armee von Schapur II. bei Baghavan mit Hilfe des Sparapet (militärischer Oberbefehlshaber) Muschegh Mamikonjan besiegten und einige Territorien, wie etwa Arzanene und Corduene zurückeroberten, die Jovian 363 an die Perser abgetreten hatte. Dies veranlasste Schapur II. sich nach Ktesiphon zurückzuziehen. König Pap hatte dadurch die Möglichkeit, seine Kontrolle über das von Schapur zerschlagene Königreich Armenien wieder aufzubauen und de facto die Herrschaft zu übernehmen.
Pap war jedoch ein unwürdiger und sittenloser Herrscher. Es kam dadurch zum Streit mit dem Katholikos Nerses, der ihm verbot, die Kirche zu betreten. Unter dem Vorwand einer Versöhnung lud König Pap den Katholikos am 25. Juli 373 zu einem Essen ein und ließ ihn dabei vergiften.

## Ehe und Nachkommenschaft
Nerses heiratete in jungen Jahren Sandukdt Mamikonjan, eine Tochter von Wardan Mamikonjan, und blieb drei Jahre verheiratet, bevor er zum Diakon geweiht wurde. Aus der Ehe mit Sandukdt stammt ein Sohn:
- Isaak der Große, Isaak von Armenien oder St. Sahak Parthev (armenisch:Սահակ Պարթև, * um 338; † 7. September 439 in Aschtischat in Süd-Armenien) Katholikos des Heiligen Stuhles von St. Etschmiadsin und aller Armenier, das heißt Patriarch der Armenischen Apostolischen Kirche (387–428)